# 葉盛 (成化進士)
葉盛（1435年—？），字昌伯，浙江金華府蘭谿縣人，民籍，明朝政治人物。進士出身。

## 生平
早年出身國子生，舉浙江鄉試第五十三名。成化十一年（1475年）乙未科會試第一百十九名，殿試登進士第二甲第二十九名。

## 家族
曾祖父葉宗。祖父葉濂。父亲葉璋。